# Nihon ōdai ichiran

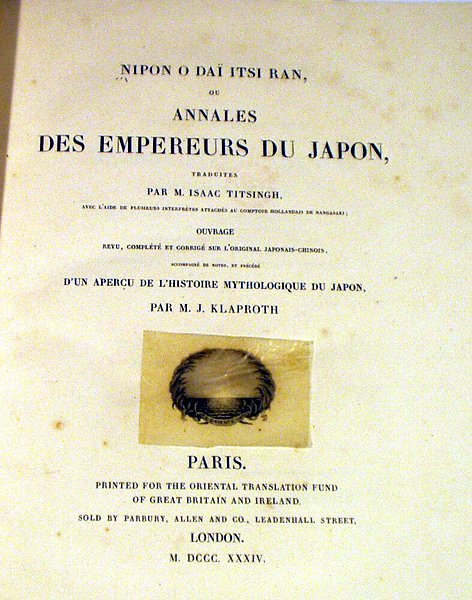
Version française du Nihon ōdai ichiran.

Le Nihon ōdai ichiran (日本王代一覧), en français Annales des empereurs du Japon, est une œuvre sur l'histoire du Japon composée par Hayashi Gahō et publiée au milieu du XVIIe siècle.

## Histoire
Hayashi Gahō (林 鵞峰) suit dans ce livre les principes confucéens. Cette création du XVIIe siècle est une chronologie politique et historique autorisée et disséminée par le shogunat d'Edo. Les sept volumes servent de référence jusqu’à l’ère Meiji (1868-1912).
L'ouvrage a, en partie, connu le succès grâce à l'imprimatur accordé par les éducateurs du Yushima Seidō. Hayashi Razan (林 羅山), père de Gahō, fut le fondateur de cette école et les membres de la famille Hayashi vont en être les directeurs successifs, ainsi que les daigaku-no-kami (大学頭) héréditaires jusqu'à la fin du shogunat.
Vingt ans après, Hayashi Gahō éditait les 310 volumes d'un autre chronologie, Honchōtsugan (本朝通鑑). Cette grande encyclopédie fut publiée en 1670.
Le deuxième édition de Nihon ōdai ichiran est publiée en 1803 et devient une référence utile, généralement disponible et bien connue en ces années transitionnelles.
L’œuvre des écrivains et éducateurs de la famille Hayashi devient plus importante les années suivantes. Ils travaillèrent ensemble à travers les décennies, et justifièrent la bureaucratie et l’idéologie conservatrice du bakufu.
Nihon ōdai ichiran fut l'un des premiers documents historiques japonais, dû à la plume d'historiens japonais, publié en Occident au XIXe siècle. Sa traduction en néerlandais est due à Isaac Titsingh, qui la réalisa avec l'aide de plusieurs interprètes attachés au comptoir hollandais de Nagasaki. Elle fut publiée en France en 1834 sous le titre d'Annales des empereurs du Japon. Deux exemplaires numérisés de ce livre rare ont été mis en ligne par la bibliothèque de l'Université du Michigan le 30 janvier 2007, l'autre par la bibliothèque de l'université de Stanford le 23 juin 2006.